# Andrena torulosa
Andrena torulosa är en biart som beskrevs av Laberge 1971. Andrena torulosa ingår i släktet sandbin, och familjen grävbin. Inga underarter finns listade i Catalogue of Life.